# 세사르 아이라
세사르 아이라(César Aira, 아르헨티나 스페인어: es; 1949년 2월 23일 코로넬 프린글레스, 부에노스아이레스주에서 태어남)는 아르헨티나의 작가이자 번역가이며, 현대 아르헨티나 문학의 대가이다. 아이라는 100권이 넘는 단편 소설, 장편 소설, 수필을 출판했다. 실제로 적어도 1993년 이후 그의 작품의 특징은 매년 2권에서 5권의 중편 소설 길이의 책을 출판하는 정말 광적인 수준의 작문과 출판이다. 그는 부에노스아이레스 대학교에서 코피와 아르튀르 랭보에 대해, 로사리오 대학교에서 구성주의와 스테판 말라르메에 대해 강의했으며, 프랑스, 잉글랜드, 이탈리아, 브라질, 스페인, 멕시코, 베네수엘라의 책들을 번역하고 편집했다.

## 작품
소설 외에도 생계 유지를 위한 번역 작업을 하는 아이라는 코피, 시인 알레한드라 피사르니크, 19세기 영국 리머릭 및 난센스 작가 에드워드 리어에 대한 모노그래프 연구를 포함한 문학 비평도 썼다. 그는 "라스 트레스 페차스"(Las tres fechas, 세 가지 날짜)라는 짧은 책을 썼는데, 일부 사소한 괴짜 작가들을 다룰 때 그들이 쓰고 있는 삶의 순간, 작품 완성 날짜, 작품 출판 날짜를 검토하는 것이 중요하다는 주장을 펼쳤다. 아이라는 또한 그의 친구인 시인이자 소설가 오스발도 람보르기니 (1940–1985)의 전작품 문학 유언 집행자이기도 했다.

## 문체
아이라(Aira)는 인터뷰에서 자신이 쓴 것을 편집하기보다는, 자신이 막다른 골목에 몰렸을 때 즉흥적으로 빠져나올 길을 찾는 "앞으로의 비행"(fuga hacia adelante)에 몰두하는 아방가르드 미학을 발전시켰다고 자주 이야기했다. 아이라는 또한 자신의 작품에서, 그리고 다른 작가들(예: 아르헨티나계 파리 만화가이자 코믹 소설가 코피)의 작품에서 소설 서술의 끊임없는 추진력인 "연속체"(el continuo)를 추구하고 칭찬한다. 그 결과, 그의 소설은 급진적으로 한 장르에서 다른 장르로 넘어갈 수 있으며, 종종 대중 문화와 펄프 공상 과학 소설, TV 연속극과 같은 "하위 문학" 장르의 서술 전략을 사용한다. 그는 소설이 어떻게 끝나야 하는지에 대한 일반적인 기대를 자주 거부하며, 많은 소설을 상당히 열린 결말로 남겨둔다.
그의 주제는 초현실주의적 또는 다다이스트적 주제에서 플로레스에 있는 그의 부에노스아이레스 이웃을 배경으로 한 환상적인 이야기에 이르기까지 다양하지만, 아이라는 또한 아르헨티나의 19세기로 자주 돌아간다. (영어로 번역된 두 권의 책, "토끼"(The Hare)와 풍경화가의 삶의 한 에피소드(An Episode in the Life of a Landscape Painter)가 그 예이다. 그의 초기 작품 중 가장 잘 알려진 소설 "포로 엠마"(Ema la cautiva, Emma, the Captive)도 마찬가지이다.) 그는 또한 "중국 소설"(Una novela china), "전단지"(El volante), "작은 불교 승려"(El pequeño monje budista)와 같이 이국적인 동양의 고정관념을 가지고 놀기를 정기적으로 돌아온다. 아이라는 또한 "내가 수녀가 된 방법"(How I Became a Nun), "내가 어떻게 웃었는지"(Cómo me reí), "음악적 뇌"(El cerebro musical), "아이라 박사의 기적적인 치료법"(Las curas milagrosas del doctor Aira)과 같은 소설에서 자신과 그의 어린 시절 고향인 코로넬 프린글레스를 조롱하는 것을 즐긴다. 그의 중편 소설 "증거"(La prueba, 1992)는 디에고 레르만의 영화 "갑자기"(Tan de repente, Suddenly, 2002)의 기반 또는 출발점 역할을 했다 (중편 소설을 따르는 부분은 첫 30분뿐이다). 그의 소설 "내가 수녀가 된 방법"(Cómo me hice monja, How I Became a Nun)은 1998년 스페인에서 출판된 10대 최고 작품 중 하나로 선정되었다.

## 개인 생활
아이라는 플로레스에 거주한다. 그의 아내 릴리아나 폰세는 시인이자 일본 문학 학자이다. 그들에게는 두 자녀가 있다.

## 수상 및 영예
- 코넥스상 – 번역 (1994)[5]
- 코넥스상 – 소설 (2004)[5]
- 로저 카이유아상 (2014)[6]
- 노이스타트 국제 문학상 – 최종 후보 (2014)[7]
- 맨 부커 국제상 – 최종 후보 (2015)[8]
- 아메리카 상 (2016)[9]
- 마누엘 로하스 이베로아메리카 서사 문학상 (2016)[10]
- 포르멘토르상 (2021)

## 저서 목록
부분적인 저서 목록:

### 소설
- 모레이라 (Moreira, 1975). Achával Solo
- 포로 에마 (Ema, la cautiva, 1981). Editorial de Belgrano
- 아르헨티나의 빛 (La luz argentina, 1983). CEAL
- 핑크 드레스. 양들 (El vestido rosa. Las ovejas, 1984). Ada Korn Editora
- 거세된 노래 (Canto castrato, 1984). Javier Vergara Editor
- 중국 소설 (Una novela china, 1987). Javier Vergara Editor
- 유령들 (Los fantasmas, 1990). Grupo Editor Latinoamericano
- 세례 (El bautismo, 1991). Grupo Editor Latinoamericano
- 토끼 (La liebre, 1991). Emecé
- 댐 (Embalse, 1992). Emecé
- 체육관 전쟁 (La guerra de los gimnasios, 1992). Emecé
- 증거 (La prueba, 1992). Grupo Editor Latinoamericano
- 울음 (El llanto, 1992). Beatriz Viterbo
- 전단지 (El volante, 1992). Beatriz Viterbo
- 간염 일기 (Diario de la hepatitis, 1993). Bajo la luna nueva
- 엄마와 아들 (Madre e hijo, 1993). Bajo la luna Nueva
- 내가 수녀가 된 방법 (Cómo me hice monja, 1993). Beatriz Viterbo
- 재봉사와 바람 (La costurera y el viento, 1994). Beatriz Viterbo
- 로사리오의 미스터리 (Los misterios de Rosario, 1994). Emecé
- 샘 (La fuente, 1995). Beatriz Viterbo
- 두 광대 (Los dos payasos, 1995). Beatriz Viterbo
- 벌 (La abeja, 1996). Emecé
- 메신저 (El mensajero, 1996). Beatriz Viterbo
- 단테와 레이나 (Dante y Reina, 1997). Mate
- 문학 회의 (El congreso de literatura, 1997).
- 뱀 (La serpiente, 1998). Beatriz Viterbo
- 꿈 (El sueño, 1998). Emecé
- 아이라 박사의 기적적인 치료법 (Las curas milagrosas del Dr. Aira, 1998).[11] Simurg
- 거지 (La mendiga, 1998). Mondadori
- 여행 화가의 삶의 한 에피소드 (Un episodio en la vida del pintor viajero, 2000). Beatriz Viterbo
- 세계의 게임 (El juego de los mundos, 2000). El Broche
- 실현된 꿈 (Un sueño realizado, 2001). Alfaguara
- 빌라 (La villa, 2001). Emecé
- 마법사 (El mago, 2002). Mondadori
- 바라모 (Varamo, 2002). 아나그라마
- 알프스 일기 조각들 (Fragmentos de un diario en los Alpes, 2002).[11] Beatriz Viterbo
- 봄 공주 (La princesa Primavera, 2003). Era
- 보리수 나무 (El tilo, 2003).[11] Beatriz Viterbo
- 플로레스의 밤들 (Las noches de Flores, 2004). Mondadori
- 나는 현대적인 소녀였다 (Yo era una chica moderna, 2004). Interzona
- 나는 일곱 살 소녀였다 (Yo era una niña de siete años, 2005). Interzona
- 내가 어떻게 웃었는지 (Cómo me reí, 2005). Beatriz Viterbo
- 하이쿠 (Haikus, 2005). Mate
- 작은 불교 승려 (El pequeño monje budista, 2005). Mansalva
- 파르메니데스 (Parménides, 2006). Alfaguara
- 저녁 식사 (La cena, 2006). Beatriz Viterbo
- 대화 (Las conversaciones, 2007). Beatriz Viterbo
- 새로운 삶 (La vida nueva, 2007). Mansalva
- 바바베르데의 모험 (Las aventuras de Barbaverde, 2008). Mondadori
- 고백 (La confesión, 2009). Beatriz Viterbo
- 오류 (El error, 2010). Mondadori
- 이혼 (El divorcio, 2010). Mansalva
- 나는 결혼한 여자였다 (Yo era una mujer casada, 2010). Blatt & Ríos
- 축제 (Festival, 2011). BAFICI
- 대리석 (El marmol, 2011). La Bestia Equilátera
- 난파선 생존자 (El náufrago, 2011). Beatriz Viterbo
- 세실 테일러 (Cecil Taylor, 2011). Mansalva
- 두 남자 (Los dos hombres, 2011). Urania
- 인디언들 사이에서 (Entre los indios, 2012). Mansalva
- 마법사 테너의 유언 (El testamento del Mago Tenor, 2013). Emecé
- 마르가리타 (추억) (Margarita (un recuerdo), 2013). Mansalva
- 저명한 마법사 (El Ilustre Mago, 2013). Ediciones Biblioteca Nacional
- 아트포럼 (Artforum, 2014). Blatt & Ríos
- 자선 행위 (Actos de caridad, 2014). Hueders
- 전기 (Biografía, 2014). Mansalva, 부에노스아이레스
- 트리아노 (Triano, 2015). Milena Caserola, 부에노스아이레스
- 유령 열차의 발명 (La invención del tren fantasma, 2015). Mansalva, 부에노스아이레스
- 성자 (El Santo, 2015). Mondadori/Literatura Random House, 부에노스아이레스
- 모험 (Una aventura, 2017). Editorial Mansalva, 부에노스아이레스
- 영원한 젊음 (Eterna Juventud, 2017). Hueders, 산티아고 데 칠레
- 반대편으로 뛰어넘다 (Saltó al otro lado, 2017). Ediciones Urania, 부에노스아이레스
- 위대한 미스터리 (El gran misterio, 2018). Blatt & Ríos, 부에노스아이레스
- 철학자 (Un filósofo, 2018). Iván Rosado, 로사리오
- 프린스 (Prins, 2018). Random House, 부에노스아이레스
- 대통령 (El presidente, 2019). Mansalva, 부에노스아이레스
- 음악적 붓놀림 (Pinceladas musicales, 2019). Blatt & Ríos, 부에노스아이레스
- 풀젠티우스 (Fulgentius, 2020). Literatura Random House, 바르셀로나
- 루고네스 (Lugones, 2020). Blatt & Ríos, 부에노스아이레스
- 코모도 (Kómodo, 2021). Ediciones Kalos, 부에노스아이레스
- 정원사, 조각가, 도망자 (El jardinero, el escultor y el fugitivo, 2022). Literatura Random House, 부에노스아이레스.
- 제빵사 (El panadero, 2022)
- 노스트라다무스의 마지막 날들 (Los últimos días de Nostradamus, 2022)
- 생각 속에서 (En el pensamiento, 2024)

### 소책자 및 독립 단편 소설
- 무한 (El infinito, 1994). Vanagloria Ediciones
- 호르몬 알약 (La pastilla de hormona, 2002). Belleza y Felicidad
- 천 방울 (Mil gotas, 2003). 엘로이사 카르토네라
- 음악적 뇌 (El cerebro musical, 2005). Eloísa Cartonera
- 무를 가로지르는 모든 것 (El todo que surca la nada, 2006). Eloísa Cartonera
- 피카소 (Picasso, 2007). Belleza y Felicidad
- 개 (El perro, 2010). Belleza y Felicidad
- 범죄자와 만화가 (El criminal y el dibujante, 2010). Spiral Jetty
- 신의 차 (El té de Dios, 2010). Mata-Mata
- 아테네 잡지 (La Revista Atenea, 2011). Sazón Ediciones Latinoamericanas
- 빵집 오븐 (El hornero, 2011). Sazón Ediciones Latinoamericanas
- 카페에서 (En el café, 2011). Belleza y Felicidad[12]
- 벽돌담 (A brick wall, 2012). Del Centro

### 잡지에 처음 출판된 이야기
- "술탄" (El sultán, 1991) 파라도사(Paradoxa) 잡지, Vol. 6, No. 6, pp. 27–29.
- "빵굽는 사람" (El hornero, 1994/1995) 무엘라 데 후이시오(Muela de Juicio) 잡지, Vol. 9, No. 5, pp. 2–4.
- "빈곤" (Pobreza, 1996) 무엘라 데 후이시오(Muela de Juicio) 잡지, Vol. 11, No. 6, pp. 2–3.
- "아라우코 공원의 토피아리 곰들" (Los osos topiarios del Parque Arauco) 파울라(Paula) 잡지.
- "신의 차" (El té de Dios, 2011) 플레이보이 멕시코판.[13]

### 단편 소설집
- 미모사 트럼펫 (La trompeta de mimbre, 1998). Beatriz Viterbo
- 세 가지 프린글레스 이야기 (Tres historias pringlenses, 2013). Ediciones Biblioteca Nacional
- 모음집 (Relatos reunidos, 2013). Mondadori
- 음악적 뇌 (El cerebro musical, 2016). Literatura Random House

### 수필 및 비소설
- 코피 (Copi, 1991). Beatriz Viterbo
- 누벨 앵프레시옹 뒤 프티-마록[14] (Nouvelles Impressions du Petit-Maroc, 1991). Meet (프랑스어/스페인어 이중 언어)
- 탁솔: '멕시코의 뒤샹'과 '농담'에 앞서 (Taxol: precedido de 'Duchamp en México' y 'La broma', 1997). Simurg
- "새로운 글쓰기", 라 호르나다 세마날, 멕시코시티, 1998년 4월 12일 (영어 번역본 새로운 글쓰기, 더 화이트 리뷰, 2013년 7월 출판)
- 알레한드라 피사르니크 (Alejandra Pizarnik, 1998). Beatriz Viterbo
- 생일 (Cumpleaños, 2000, 2001). Mondadori – 자서전적 에세이
- 라틴아메리카 작가 사전 (Diccionario de autores latinoamericanos, 2001). Emecé
- 알레한드라 피사르니크 (Alejandra Pizarnik, 2001). Ediciones Omega
- 세 가지 날짜 (Las tres fechas, 2001). Beatriz Viterbo
- 에드워드 리어 (Edward Lear, 2004). Beatriz Viterbo
- 작은 절차 매뉴얼 (Pequeno manual de procedimentos, 2007). Arte & Letra
- 다양한 아이디어의 연속 (Continuación de ideas diversas, 2014). Ediciones Universidad Diego Portales
- 현대 미술에 관하여, 그리고 아바나에서 (Sobre el arte contemporáneo seguido de En La Habana, 2016). Literatura Random House
- 네 가지 에세이 (Cuatro Ensayos, 2020). Beartiz Viterbo – 아이라의 에세이 "세 가지 날짜"와 알레한드라 피사르니크, 에드워드 리어, 코피에 대한 그의 에세이 포함.
- 결함 있는 교육: 포르멘토르상 수상 연설 (Una educación defectuosa: Discurso de recepción del Premio Formentor, 2022). Urania

### 영어로 번역된 작품
- 토끼 (The Hare, 역: 닉 케이스터; 1997) ISBN 978-1-85242-291-2 (Serpent's Tail)
- 풍경화가의 삶의 한 에피소드 (An Episode in the Life of a Landscape Painter, 역: 크리스 앤드류스; 2006) ISBN 978-0-8112-1630-2 (New Directions)
- 내가 수녀가 된 방법 (How I Became a Nun, 역: 크리스 앤드류스; 2007) ISBN 978-0-8112-1631-9 (New Directions)
- 유령 (Ghosts, 역: 크리스 앤드류스; 2009) ISBN 978-0-8112-1742-2 (New Directions)
- 문학 회의 (The Literary Conference, 역: 캐서린 실버; 2010) ISBN 978-0-8112-1878-8 (New Directions)
- 재봉사와 바람 (The Seamstress and the Wind, 역: 로잘리 크네히트; 2011) ISBN 978-0-8112-1912-9 (New Directions)
- 음악적 뇌 (The Musical Brain, 역: 크리스 앤드류스; 2011년 12월 5일) 더 뉴요커 잡지
- 바라모 (Varamo, 역: 크리스 앤드류스; 2012) ISBN 978-0-8112-1741-5 (New Directions)
- 아이라 박사의 기적적인 치료법 (The Miracle Cures of Dr. Aira, 역: 캐서린 실버; 2012년 10월) ISBN 978-0-8112-1999-0 (New Directions)
- 토끼 (The Hare, 역: 닉 케이스터; 2013년 6월) ISBN 978-0811220903 (New Directions)
- 판자촌 (Shantytown, 역: 크리스 앤드류스; 2013년 11월) ISBN 978-0811219112 (New Directions)
- 대화 (The Conversations, 역: 캐서린 실버; 2014년 6월) ISBN 978-0811221108 (New Directions)
- 피카소 (Picasso, 역: 크리스 앤드류스; 2014년 8월 11일) 더 뉴요커 잡지
- 세실 테일러 (Cecil Taylor, 역: 크리스 앤드류스; 2015년 2월 13일) BOMB 잡지
- 음악적 뇌: 그리고 다른 이야기들 (The Musical Brain: And Other Stories, 역: 크리스 앤드류스; 2015년 3월) ISBN 978-0811220293 (New Directions)
- 저녁 식사 (Dinner, 역: 캐서린 실버; 2015년 10월) ISBN 978-0811221085 (New Directions)
- 포로 엠마 (Ema the Captive, 역: 크리스 앤드류스; 2016년 12월 6일) ISBN 978-0811219105 (New Directions)
- 작은 불교 승려와 증거 (The Little Buddhist Monk and The Proof, 역: 닉 케이스터) ISBN 978-0811221122, New Directions, 미국 (2017)
- 작은 불교 승려 (The Little Buddhist Monk, 역: 닉 케이스터) ISBN 978-1908276988, 앤드 아더 스토리즈, 영국, (2017)
- 증거 (The Proof, 역: 닉 케이스터) ISBN 9781908276964, 앤드 아더 스토리즈, 영국 (2017)
- 보리수 나무 (The Linden Tree, 역: 크리스 앤드류스) ISBN 978-0811219082, New Directions, 미국 (2018); 라임 나무 (As The Lime Tree) ISBN 9781911508120, 앤드 아더 스토리즈, 영국 (2018)
- 생일 (Birthday, 역: 크리스 앤드류스) ISBN ISBN 978-0811219099, New Directions, 미국 (2019); ISBN 978-1911508403, 앤드 아더 스토리즈, 영국 (2019)
- 아트포럼 (Artforum, 역: 캐서린 실버) ISBN 978-0811229265, New Directions, 미국 (2020)
- 이혼 (The Divorce, 역: 크리스 앤드류스) ISBN 978-0811219099, New Directions, 미국 (2021)
- 유명한 마법사 (The Famous Magician, 역: 크리스 앤드류스) ISBN 978-0811228893, New Directions, 미국 (2022)
- 풀젠티우스 (Fulgentius, 역: 크리스 앤드류스) ISBN 978-0811231695, New Directions, 미국 (2023)
- 축제 & 세계의 게임 (Festival & Game of the Worlds, 역: 캐서린 실버) ISBN 978-0811237307, New Directions, 미국 (2024)

### 아이라의 작품 연구
- 알피에리, 카를로스, 대화: 세사르 아이라, 기예르모 카브레라 인판테, 로저 샤르티에, 안토니오 무뇨스 몰리나, 리카르도 피글리아, 페르난도 사바테르 인터뷰 (부에노스아이레스: 카츠 에디토레스, 2008), 199쪽.
- 아람바신, 넬라 (편집), 네트워크 속 아이라: 아르헨티나 작가 세사르 아이라의 소설 '여행 화가의 삶의 한 에피소드' / '여행 화가의 삶의 한 에피소드'를 중심으로 한 다학제적 만남 (브장송: 프랑슈-콩테 대학 출판부, 2005), 151쪽.
- 카파노, 다니엘 A., "새로운 역사 소설의 목소리: 세사르 아이라의 '토끼'에 나타난 복제와 아포리아 미학," 도밍게스, 미뇽 (편집), 현대 라틴 아메리카 소설의 역사, 허구 및 메타픽션 (부에노스아이레스: 코레히도르, 1996), pp. 91–119.
- 콘트레라스, 산드라, 세사르 아이라의 우여곡절 (로사리오: 베아트리스 비테르보 에디토라, 2002), 320쪽.
- 데콕, 파블로, "세사르 아이라 서사에서의 트랜스리얼리즘," 파브리, 제네비에브, 클라우디오 카나파로 (편집), 현실의 수수께끼: 20세기 서사의 리얼리즘의 경계 (옥스퍼드 및 베른: 랑, 2007), pp. 157–168.
- 데콕, 파블로, 세사르 아이라의 역설적 인물: 스테레오타입과 자기 형성에 대한 기호학적 및 가치론적 연구 (베른: 피터 랑, 2014), 344쪽.
- 에스트린, 라우라, 세사르 아이라: 리얼리즘과 그 극단 (부에노스아이레스: 에디시오네스 델 발레, 1999), 79쪽.
- 페르난데스, 낸시, 여행 서사: 세사르 아이라와 후안 호세 사에르 (부에노스아이레스: 에디토리알 비블로스, 2000), 190쪽.
- 가르시아, 마리아노, 텍스트 퇴화: 세사르 아이라 작품 속 장르 (로사리오: 베아트리스 비테르보 에디토라 / 에디터스 컨소시엄, 2006), 320쪽.
- 클링거, 다이애나 아이린, 자신에 대한 글쓰기, 타인에 대한 글쓰기: 작가의 귀환과 민족지학적 전환: 베르나르두 카르발류, 페르난도 발레호, 워싱턴 쿠쿠르토, 주앙 질베르토 놀, 세사르 아이라, 실비아노 산티아고 (리우데자네이루: 7레트라스, 2007), 187쪽.
- 라퐁, 미셸, 크리스티나 브로이, 마르가리타 레몬-레일라르, 훌리오 프레마트 (편집), 세사르 아이라, 혁명 (그르노블: 스탕달 대학교 – 그르노블 3, 티그르, 2005), 311쪽.
- 마토니, 실비오, "세사르 아이라," 아란, 밤파 (등) (편집), 임계점과 재앙: 90년대 아르헨티나 문학 (아르헨티나: 에포케, 2003), 258쪽.
- 페냐테 리베로, 훌리오, "세사르 아이라 서사에서의 여행 시학인가?" 페냐테 리베로, 훌리오 (편집), 여행 이야기와 히스패닉 문학 [프리부르 대학교 주최 국제 콜로키움 논문, 2004년 5월] (마드리드: 비서 리브로스, 2004), pp. 333–351.
- 피톨, 세르히오, 테레사 가르시아 디아즈 (편집), 미니어처 세사르 아이라: 비판적 접근 (할라파, 베라크루스: 링귀스티코-문학 연구소, 베라크루스 대학교, 2006), 188쪽.
- 스크라밈, 수사나, 현재 문학: 텍스트의 역사와 시대착오 (차페코: 아르고스 에디토라 유니베르시타리아, 2007), 190쪽.
- 스트라파세, 리카르도, 세사르 아이라, 카탈로그 (부에노스아이레스: 만살바, 2014), 264쪽.

## 참고 자료
- "세사르 아이라의 문학적 연금술 보관됨 16 6월 2008 - 웨이백 머신". 더 쿼터리 컨버세이션. 2007년 1월. 사이트미터.
- 갈첸, 리브카. 2011. "예측 불가능한 곳으로: 세사르 아이라의 로맨스" 하퍼스 매거진 2011년 6월, pp. 54–63.

## 더 읽어보기
- Chacoff, Alejandro (2024년 4월 30일). “세사르 아이라의 마법”. 《더 다이얼》. 번역 Sequeira, Jessica.
- 다루기 힘든 현실: 세사르 아이라에 대하여 보관됨 1 9월 2018 - 웨이백 머신, 마르셀라 발데스, 더 네이션, 2012년 4월 10일
- 세사르 아이라의 본질적인 무상함, 데이비드 커닉, 퍼블릭 북스, 2014년 1월 11일
- 전기 및 작품 (스페인어)
- 세사르 아이라에 대한 그의 영어 번역가 크리스 앤드류스, 캐서린 실버, 로잘리 크네히트와의 대화 '아이디어 시장'에서